# Földi Pál
Földi Pál (Budapest, 1938. április 8. –) honvéd ezredes, hagyományőrző. Hadtörténeti írói tevékenységét a hadtörténész szakma dilettánsnak tartja.

## Származása
Édesapja, Földi Ede lovas szakember volt. Édesanyja révén arisztokrata család sarja, a családban több főispán, pap és katonatiszt is volt.[forrás?]

## Élete
A budapesti Madách Gimnázium tanulója volt, 1956-ban érettségizett. 1963-ban avatták tisztté a Magyar Néphadseregben, a légierőnél és a vezérkarban szolgált. Előbb a „Turf Magazin” főszerkesztője, később, 2000-től, hadtörténeti szerző. 
A hagyományőrző császári és királyi 32-es Esterházy sorgyalogezred tábornoka volt 2008-as visszavonulásáig. Tiszteletbeli gárdaőrnagya a Kantetmirovkai Gárda Páncéloshadosztálynak.[forrás?]

## Elismerése
Földi Pál művei népszerűek a fiatal korosztályok körében is, 2008-ban Arany Medál díjat kapott az év írója kategóriában a közönség szavazatai alapján. 
2011. május 21-én írói munkásságáért I. osztályú érdemkeresztet kapott.
2021. március 15-én az állami ünnep alkalmából "a hadtörténeti és katonai hagyományőrzés terén kiemelkedő életpályája elismeréseként" a Magyar Érdemrend lovagkeresztjét adományozta számára Magyarország köztársasági elnöke.

## Kritika
Földi Pál műveit a szakmai közönség rendszeresen és erőteljesen kritizálja. Ennek tipikus példája Szakály Sándor 2008-ban, az Élet és Irodalomban megjelent írása.
Korábban jelent már meg róla negatív kritika a Magyar Narancsban is. Mészáros Márton magyar újságíró készített vele 2010-ben egy sokak által vitatott mélyinterjút.

## Művei
Az „Anno” kiadó gondozásában száznál is több könyve jelent meg.
2013-tól a Huszár Kiadó adja ki könyveit.